# Гіфферс
Гіфферс (нім. Giffers) — громада  в Швейцарії в кантоні Фрібур, округ Зензе.

## Географія
Громада розташована на відстані близько 28 км на південний захід від Берна, 7 км на південний схід від Фрібура.
Гіфферс має площу 5,2 км², з яких на 13,6% дозволяється будівництво (житлове та будівництво доріг), 64,3% використовуються в сільськогосподарських цілях, 20,2% зайнято лісами, 1,9% не є продуктивними (річки, льодовики або гори).

## Демографія
2019 року в громаді мешкало 1638 осіб (+15,4% порівняно з 2010 роком), іноземців було 9,3%. Густота населення становила 314 осіб/км².
За віковим діапазоном населення розподілялося таким чином: 22,4% — особи молодші 20 років, 60,3% — особи у віці 20—64 років, 17,3% — особи у віці 65 років та старші. Було 690 помешкань (у середньому 2,3 особи в помешканні).
Із загальної кількості 409 працюючих 45 було зайнятих в первинному секторі, 51 — в обробній промисловості, 313 — в галузі послуг.